# Tim Jackman
Timothy M. "Tim" Jackman, född 14 november, 1981 i Minot, North Dakota, är en amerikansk professionell ishockeyforward som spelar för Chicago Blackhawks i NHL. Han har tidigare representerat Columbus Blue Jackets, Phoenix Coyotes, Los Angeles Kings, New York Islanders, Calgary Flames och Anaheim Ducks.
Han draftades i andra rundan i 2001 års draft av Columbus Blue Jackets som 38:e spelare totalt.